# تیموتی یاکوب ینسن
تیموتی یاکوب ینسن (به دانمارکی: Timothy Jacob Jensen)؛ (زادهٔ ۲۷ آوریل ۱۹۶۲ میلادی) یک طراح صنعتی اهل دانمارک است. او بیشتر به عنوان مدیر عامل و طراح ارشد استودیو طراحی یاکوب ینسن (قدیمی‌ترین استودیوی طراحی اسکاندیناوی) از سال ۱۹۹۰ تا ۲۰۱۸ میلادی شناخته می‌شود. ینسن همچنین بنیانگذار برند اسکاندیناویایی یاکوب ینسن است. او طرح‌های معروف متعددی را برای ساعت، جواهرات، تجهیزات ارتباطی، کالاهای خانگی، مبلمان و آشپزخانه ایجاد کرده‌است. او همچنین در زمینهٔ طراحی خودرو، نام تجاری و شفاف‌سازی ارزش برجسته بوده‌است.

## اوایل زندگی و حرفه
تیموتی یاکوب ینسن در کپنهاگ، دانمارک متولد شد و در هایلسکو (یوتلند مرکزی) بزرگ شد. او پسر طراح صنعتی دانمارکی یاکوب ینسن و پاتریشیا رایان است.

### اوایل حرفه
در سال ۱۹۷۸ میلادی، ینسن در استودیوی پدرش (یاکوب ینسن) شاگرد شد. تیموتی یاکوب ینسن در سن ۱۷ سالگی به تیم طراحان ارشد یاکوب ینسن، دیوید لوئیس و بنگ و اولافسن پیوست. در سال ۱۹۸۲، او طراح ارشد استودیو طراحی یاکوب ینسن شد. در سال ۱۹۸۵ میلادی، او استودیوی خود را به نام ووس فوئرلو و ینسن در کپنهاگ افتتاح کرد. این استودیو در سال ۱۹۸۸ میلادی بسته شد، در آن زمان ینسن شروع به همکاری با طراحان مختلف بین‌المللی از جمله راس لیتل کرد. در سال ۱۹۸۳ میلادی اولین خودروی خود را با نام «لاجیکار» طراحی کرد.

### بنیانگذاری یاکوب ینسن
در سال ۱۹۸۵ میلادی یاکوب ینسن را تأسیس کرد. این شرکت محصولات سبک زندگی از جمله ساعت‌های مچی، ساعت‌ها، جواهرات، هشداردهنده‌های دود، تلفن‌ها، محصولات آشپزخانه و سایر محصولات را طراحی می‌کند. در سال ۱۹۸۵ میلادی، ینسن ساعت‌های مچی مجموعهٔ کلاسیک مدل‌های ۵۱۰ و ۵۲۰ را طراحی کرد که در مجموعهٔ مطالعات طراحی در موزهٔ هنر مدرن (نیویورک) گنجانده شد. همچنین در سال ۱۹۹۶ میلادی، ساعت‌های مچی جایزهٔ «ساعت سال» را دریافت کردند.
در سال ۱۹۹۰ میلادی، او طراحی یاکوب ینسن را خریداری کرد و مدیر عامل و طراح ارشد شرکت شد. ینسن طراحی یاکوب ینسن را در سطح بین‌المللی توسعه داد و با شرکت‌های بزرگ متعددی از جمله: اکو (تولیدکنندهٔ کفش دانمارکی)، لوازم‌خانگی گاگنائو، بنگ و اولافسن، هایر، ال‌جی، پاناسونیک، استاین‌وی لینگدورف (استاین‌وی و پسران)، توشیبا، ورتو، لوفت‌هانزا و ولوو همکاری کرد. از سال ۱۹۹۱ تا ۱۹۹۸ میلادی، ینسن به عنوان طراح اصلی برای برنامهٔ طراحی لوازم‌خانگی گاگنائو کار کرد، جایی که او اجاق‌های سرامیکی، اجاق‌های توکار، هودهای استخراج‌کننده، ماشین‌های ظرفشویی، ماشین‌های لباسشویی و خشک‌کن‌ها را طراحی کرد. تعدادی از این محصولات جوایزی را دریافت کردند، از جمله: اجاق توکار ای‌بی۹۰۰ و اجاق گاز صفحه شیشه‌ای سرامیکی سی‌کی۴۹۴. او در ۴۸ سالگی استاد دانشگاه فودان در شانگهای، چین شد.
آثار ینسن در موزه‌های مختلفی از جمله: موزهٔ هنر مدرن (نیویورک)، موزهٔ هنرهای تزئینی، استراسبورگ (پاریس)، موزهٔ هنر و طراحی دانمارک (که اکنون به عنوان موزهٔ طراحی دانمارک شناخته می‌شود) به نمایش گذاشته شده‌است. موزهٔ هنرهای کاربردی فرانکفورت (فرانکفورت)، موزه ساعت دانمارکی (آرهوس)، موزهٔ هت کلاین فینلو (فینن‌دال)، کتابخانهٔ سلطنتی، دانمارک (کپنهاگ)، موزهٔ هنر کالمار (کالمار)، آتنائوم شیکاگو (شیکاگو)، موزهٔ باوهاوس، وایمار (برلین)، موزهٔ هنر مدرن لوئیزیانا (کپنهاگ)، مجموعه جدید (مونیخ)، و دیگران.
در سال ۲۰۱۱ میلادی، ینسن اولین شرکت تابعهٔ خود، استودیو طراحی یاکوب ینسن / دتائو شانگهای را تأسیس کرد. این استودیو با همکاری گروه دتائو در پردیس شیوا در شانگهای ایجاد شد. در سال ۲۰۱۴ میلادی، طراحی یاکوب ینسن دومین استودیوی تابعهٔ خود را به نام طراحی یاکوب ینسن / کموت بانکوک تأسیس کرد. این استودیو با همکاری دانشگاه فن‌آوری کینگ مونگکوت تونبوری، بانکوک تأسیس شد. ینسن موقعیت خود را خاتمه داد و تمام سهام خود را از استودیو طراحی یاکوب ینسن می ۲۰۱۸ میلادی فروخت و در اکتبر ۲۰۱۸ میلادی کار برای شرکت را متوقف کرد. او طراحی یاکوب ینسن را ترک کرد تا کسب و کارهای جدیدی از جمله تیموتی‌یاکوب‌ینسن‌استودیوز.کام (۲۰۱۹)، دیزاینرزتراست (۲۰۲۱)، بایتیموتی (۲۰۲۲) را شروع کند.

### دیگر آثار
تیموتی یاکوب ینسن در سال ۲۰۱۱ میلادی به عنوان استاد آکادمی کارشناسی ارشد دتائو در پکن منصوب شد. او بعداً به عنوان استاد افتخاری در مؤسسهٔ هنرهای تجسمی شانگهای (شیوا) چین منصوب شد. ینسن متعاقباً توسط انجمن طراحی صنعتی چین (سی‌آی‌دی‌ای) عنوان کارشناس سطح بالا را دریافت کرد. او در حال حاضر نیز به عنوان مدرس در دانشگاه‌ها، شرکت‌ها و مؤسسات دیگر خدمت می‌کند.
تیموتی یاکوب ینسن توسط طرح مجمع بین‌المللی آی‌اف به عنوان عضو هیئت داوران جایزهٔ طراحی آی‌اف ۲۰۱۹ میلادی در دسته‌بندی «محصولات منظم» منصوب شد. او استودیو تیموتی یاکوب ینسون را تأسیس کرد. او به عنوان مدیرعامل طراحی یاکوب ینسن، برند سبک زندگی اسکاندیناویایی یاکوب ینسن را تأسیس کرد که در حال حاضر در ۳۰ کشور نمایندگی دارد.
در سال ۲۰۱۷ میلادی ینسن به عنوان طراح سال در چین انتخاب شد و در سال ۲۰۱۹ میلادی او به عنوان عضو هیئت داوران برای جایزهٔ طراحی محصول آی‌اف انتخاب شد. ینسن به عنوان طراح دانمارکی که بیشترین جوایز را دریافت کرده‌است، ریاست خانوادهٔ بیشترین برنده جوایز طراحی در جهان را بر عهده دارد.

## طراحی یاکوب ینسن
در سال ۱۹۹۰ میلادی، ینسن مدیر اجرایی و طراح ارشد طراحی یاکوب ینسن شد و شرکت را در سطح بین‌المللی گسترش داد. این استودیو بر طراحی تمرکز دارد و شعبه‌هایی در دانمارک، چین و تایلند دارد. در سال ۲۰۱۸ میلادی، ینسن سمت خود را به عنوان طراح ارشد، مدیر عامل و عضو هیئت مدیره ترک کرد و در حال حاضر تحت نام خود کار می‌کند. در سال ۲۰۱۹ میلادی او استودیوهای تیموتی یاکوب ینسن را تأسیس کرد و در سال ۲۰۲۱ میلادی پلتفرم دیجیتال اس‌ای‌ای‌اس دیزاینرز تراست را راه‌اندازی کرد. در ژوئن ۲۰۲۲ میلادی شهرداری اسکیو چهار ساعت مچی توسط استودیوهای تیموتی یاکوب ینسن به باراک اوباما و خانواده‌اش هدیه داد. ساعت‌ها توسط تیموتی ینسن و دخترش طراحی شده‌اند.

## سبک طراحی
تیموتی یاکوب ینسن کارهای طراحی پدرش را توسعه داد که شامل ادغام سبک بین‌المللی (معماری) و سبک مایا بود. ینسن کارهای گرافیکی دو-بعدی پدرش را به طرح‌های سه-بعدی تبدیل کرد و آن را برای چندین برند بزرگ از جمله: گاگنائو، ورتو، استاین‌وی لینگدورف (استاین‌وی و پسران) و یاکوب ینسن به کار برد. اصل ینسن این است که «فرم تابع احساس است.»

## لوازم‌خانگی گاگنائو
از سال ۱۹۹۱ تا ۱۹۹۸ میلادی، ینسن به عنوان طراح برنامه طراحی لوازم‌خانگی گاگنائو خدمت کرد. این شامل طیف وسیعی از محصولات از جمله اجاق‌های سرامیکی، اجاق‌های توکار، هودهای استخراج‌کننده، ماشین‌های ظرفشویی، ماشین‌های لباسشویی و رخت‌خشک‌کن‌ها می‌شود. تعدادی از این محصولات در درجهٔ اول در آلمان جوایزی دریافت کردند. اینها عبارتند از اجاق توکار ای‌بی۹۰۰ و اجاق گاز صفحه شیشه‌ای سرامیکی سی‌کی۴۹۴. در سال ۱۹۹۵ میلادی، لوازم‌خانگی گاگنائو توسط لوازم‌خانگی بوش-زیمنس (لوازم‌خانگی بی‌اس‌اچ) خریداری شد.

## آثار
بهترین آثار شناخته شده تیموتی یاکوب ینسن عبارتند از: بیوسنتر ۹۰۰۰ بنگ و اولافسن (۱۹۸۶)، بیوواچ بنگ و اولافسن (۱۹۹۳)، هدست بلوتوث جی‌ایکس۱۰ جبرا (۲۰۰۵)، هدست بلوتوث ورتو ایریوس (۲۰۰۶)، اجاق توکار ای‌بی۹۰۰ گاگنائو (۱۹۹۳)، اجاق گاز صفحه شیشه‌ای سرامیکی سی‌کی۴۹۴ گاگنائو (۱۹۹۳)، کاسهٔ ویکتوریا روستی میپل (۲۰۰۸)، سیستم موسیقی مدل دی استاین‌وی لینگدورف (۲۰۰۷)، تلویزیون صفحه‌تخت دبلیوال۷۶۸ توشیبا (۲۰۱۰)، تابوت ۳۲ الماس تومروپ کیستر (۲۰۱۰)، کیت رفاهی درجه یک لوفت‌هانزا (۲۰۱۶)، دانزکا اسپریت (۲۰۱۶)، روتر کی۳ فی‌کام (۲۰۱۷)، ساعت کلاسیک (مدل ۵۱۰)، ساعت یاکوب ینسن استراتا ۲۷۰ و ۲۸۰ (۲۰۱۴)، هشدار دود یاکوب ینسن (۲۰۰۱)، تلفن تی۳ یاکوب ینسن، مانیتور کیفیت هوا یاکوب ینسن (۲۰۱۶)، مجموعهٔ ایستگاه‌های هواشناسی یاکوب ینسن (۱۹۹۹)، و دیگران.

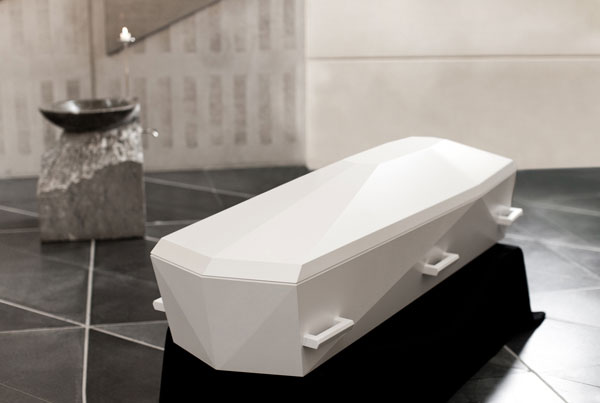
تابوت ۳۲ الماس تومروپ کیستر، ۲۰۱۰ میلادی
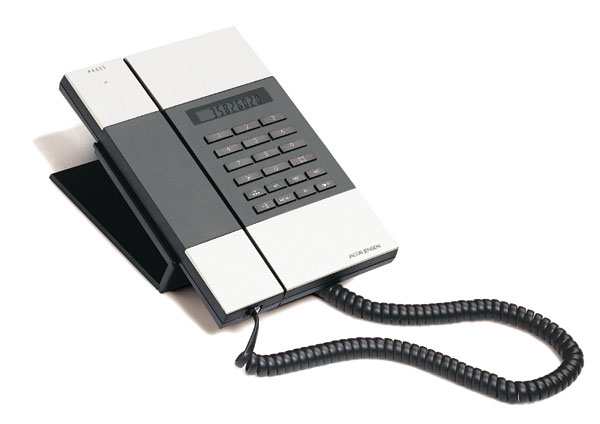
تلفن تی۳ یاکوب ینسن، ۱۹۹۴ میلادی
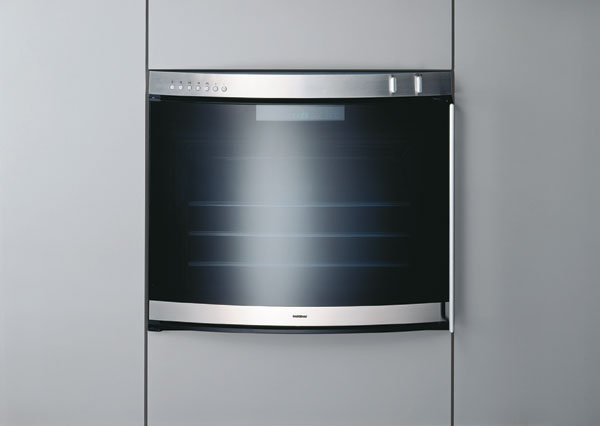
اجاق گاز ای‌بی۹۰۰ گاگنائو، سال ۱۹۹۳ میلادی
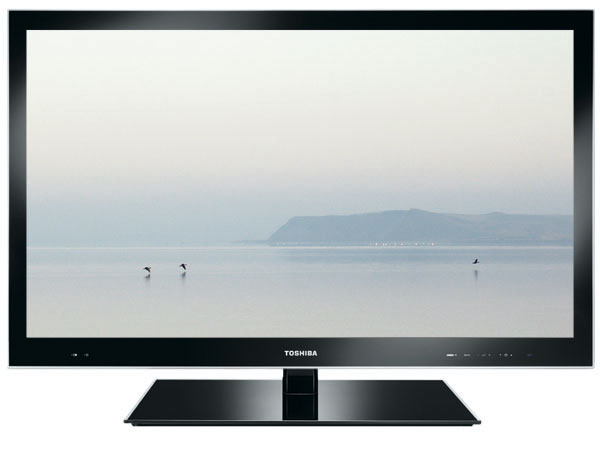
توشیبا وی‌ال۷۴۸، ۲۰۱۰ میلادی
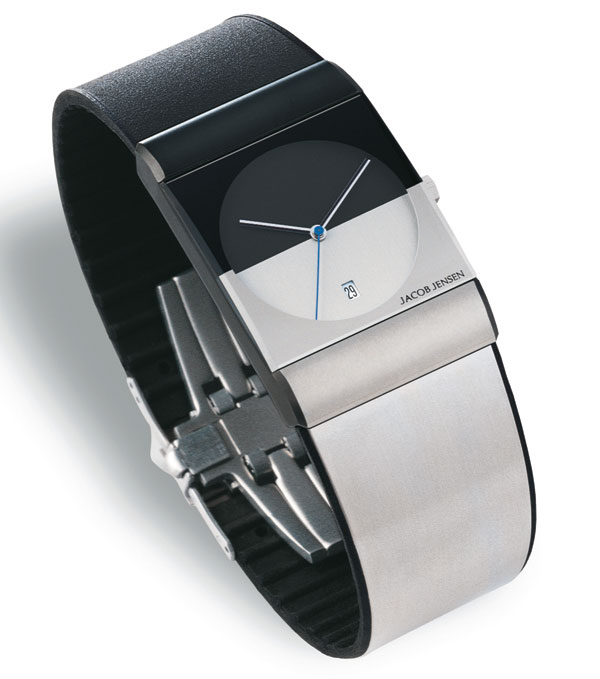
ساعت کلاسیک ۵۱۰ یاکوب ینسن، ۱۹۸۶ میلادی
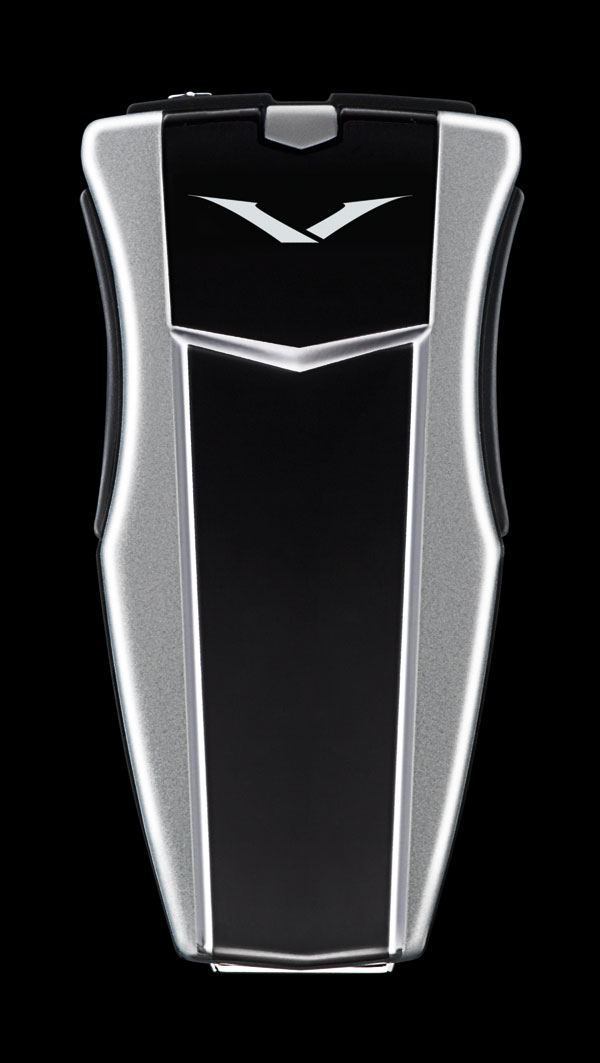
هدست بلوتوث ورتو ایریوس، ۲۰۰۶ میلادی
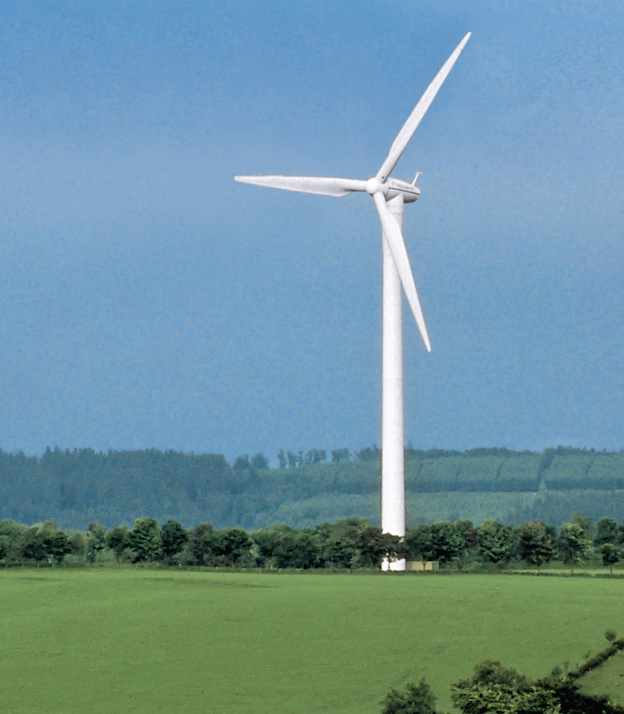
توربین‌های بادی وستاس
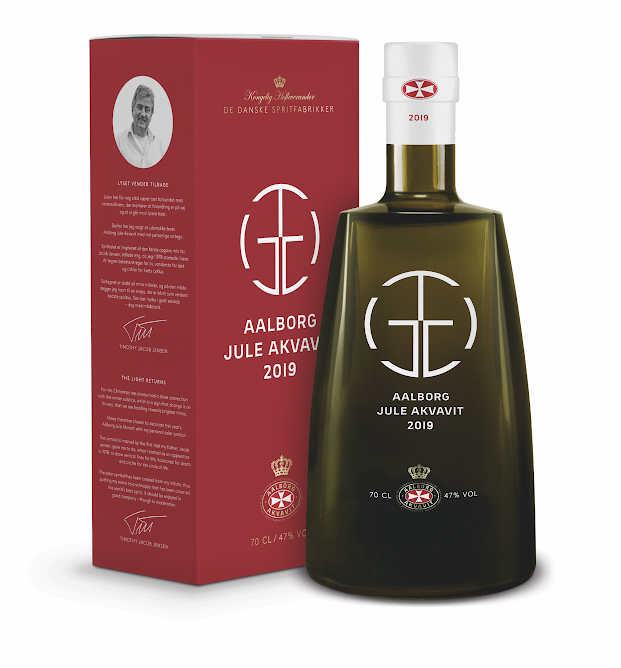
آلبورگ یوله آکواویت
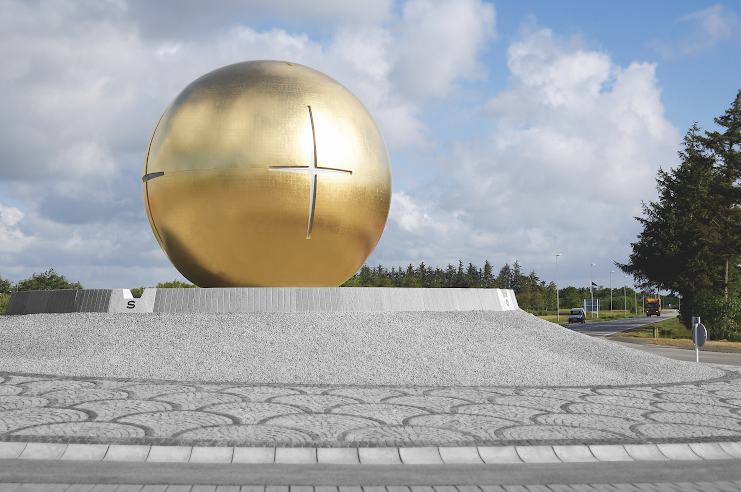
۱۱ ستاره اسکایو
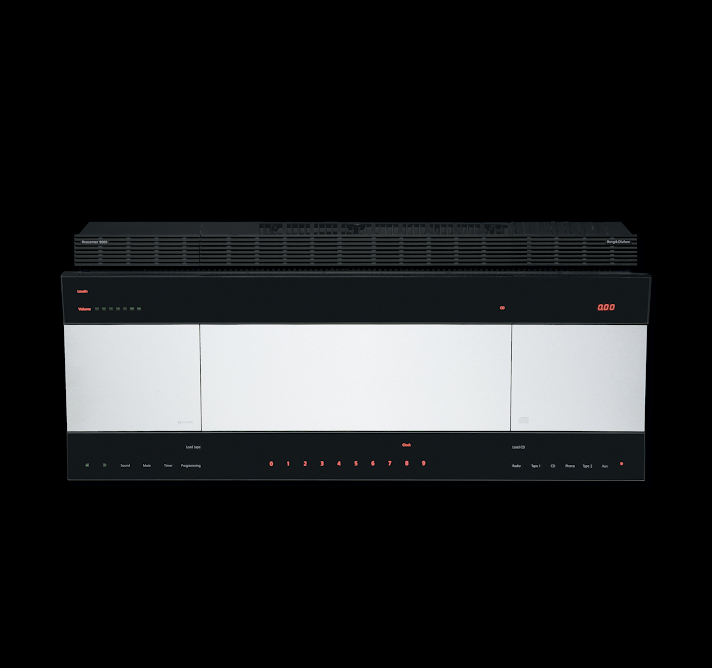
بیوسنتر ۹۰۰۰
پشت ساعت
ساعت سفید تیموتی ینسن

## جوایز
- جایزهٔ طراحی دانمارکی، دانمارک.[۴۸]
- جایزهٔ آی‌اف (۲۰۱۸–۱۹۹۰ میلادی، آلمان).[۴۹][۵۰]
- جایزهٔ طراحی ستارهٔ سرخ چین (۲۰۱۷–۲۰۱۳ میلادی، چین).[۴۹]
- جایزهٔ طراحی آلمان (۲۰۱۷–۲۰۱۲ میلادی، آلمان).[۴۹]
- جایزهٔ رد دات (۲۰۱۷–۱۹۹۳ میلادی، آلمان).[۴۹][۵۱]
- جایزهٔ دیزاین پلاس (۲۰۱۶–۱۹۸۸ میلادی، آلمان).
- جایزهٔ طراحی آلمان (۲۰۱۸–۲۰۱۲ میلادی، آلمان).[۵۲]
- جوایز آی‌دی‌ای، (۲۰۱۶ میلادی، ایالات متحدهٔ آمریکا).[۴۹]
- جایزهٔ پلاس ایکس (۲۰۱۶–۲۰۰۶ میلادی، آلمان).[۴۹]
- جایزهٔ طراحی خوب (۲۰۱۲–۱۹۸۵ میلادی، ژاپن).[۵۳]
- طراح سال (۲۰۱۷ میلادی، چین).[۵۴]

## زندگی شخصی
تیموتی یاکوب ینسن دو دختر به نام‌های توکو و فریا دارد.